# Royal Excel Mouscron
Royal Excel Mouscron, är en professionell fotbollsklubb baserad i Mouscron, Belgien. Klubben grundades ursprungligen 1922 som Royal Racing Club Péruwelz och spelar sina hemmamatcher på Stade Le Canonnier.

## Historia
Efter likvidationen och upplösningen av RE Mouscron, vars registreringsnummer togs bort av det kungliga belgiska fotbollsförbundet, inledde staden Mouscron förhandlingar med ledare för RRC Peruwelz om en möjlig sammanslagning. Efter veckor med tveksamhet och osäkerhet nåddes en överenskommelse. Avtalet undertecknades officiellt och tillkännagavs den 11 mars 2010. Skulder på cirka 100 000 euro i RRC Peruwelz namn rensades medan staden gick med på att behålla utbildningscentret känt som "Futurosport". Den nyligen sammanslagna klubben, Royal Mouscron-Péruwelz, tog till sig historien av RRC Peruwelz och fick matrieknummer 216. 
Under sin första säsong spelade man i den fjärde nivån i belgisk fotboll. Efter en stark säsong uppflyttades man till den belgiska tredjedivisionen inför säsongen 2011–12 och spelade i division A. De slutade först i sin division i ligan och blev därmed återigen uppflyttade till den belgiska andra divisionen. Nästa säsong slutade Mouscron-Péruwelz 2:a och kvalificerade sig för uppspelningsplay-offs men förlorade. Under 2014 kvalificerade sig Mouscron-Péruwelz återigen, den här gången vann de playoffspelet. Detta resulterade i att man för första gången i sin historia nådde Belgiens högsta liga, vilket återförde toppnivå fotboll till Mouscron efter en 5 års frånvaro. 2016 ändrades klubbens namn till Royal Excel Mouscron.